# Nycticeius aenobarbus
Nycticeius aenobarbus (Temminck, 1840) è un pipistrello della famiglia dei Vespertilionidi la cui origine non è nota.

## Descrizione

### Dimensioni
Pipistrello di piccole dimensioni, con la lunghezza totale di 58 mm, la lunghezza dell'avambraccio di 25 mm e la lunghezza della coda di 20 mm.

### Aspetto
Le parti dorsali sono bruno-rossastre, mentre quelle ventrali sono biancastre, con i fianchi leggermente rossastri. La base dei peli è ovunque nerastra. Il muso è corto e largo. Le orecchie sono larghe e con l'estremità arrotondata. Il trago è curvato in avanti. L'estremità della coda si estende leggermente oltre l'ampio uropatagio.

## Distribuzione e habitat
Questa specie è stata descritta in base ad un individuo femmina catturato prima del 1840, appartenente ad una collezione proveniente dall'America meridionale. Studi recenti hanno messo in dubbio la reale origine geografica dell'esemplare.

## Tassonomia
Ritenuta da molti autori come sinonimo di Myotis albescens ma chiaramente differente morfologicamente da essa, questa specie, se fosse confermata la provenienza da una località al di fuori del Continente americano, potrebbe verosimilmente appartenere ai generi Scotoecus, Scotorepens o Scoteanax.

## Conservazione
La IUCN Red List, considerata la mancanza di informazioni recenti circa l'estensione dell'areale, le minacce, lo stato della popolazione e i requisiti ecologici, classifica N.aenobarbus come specie con dati insufficienti (DD).